# Gerhagen

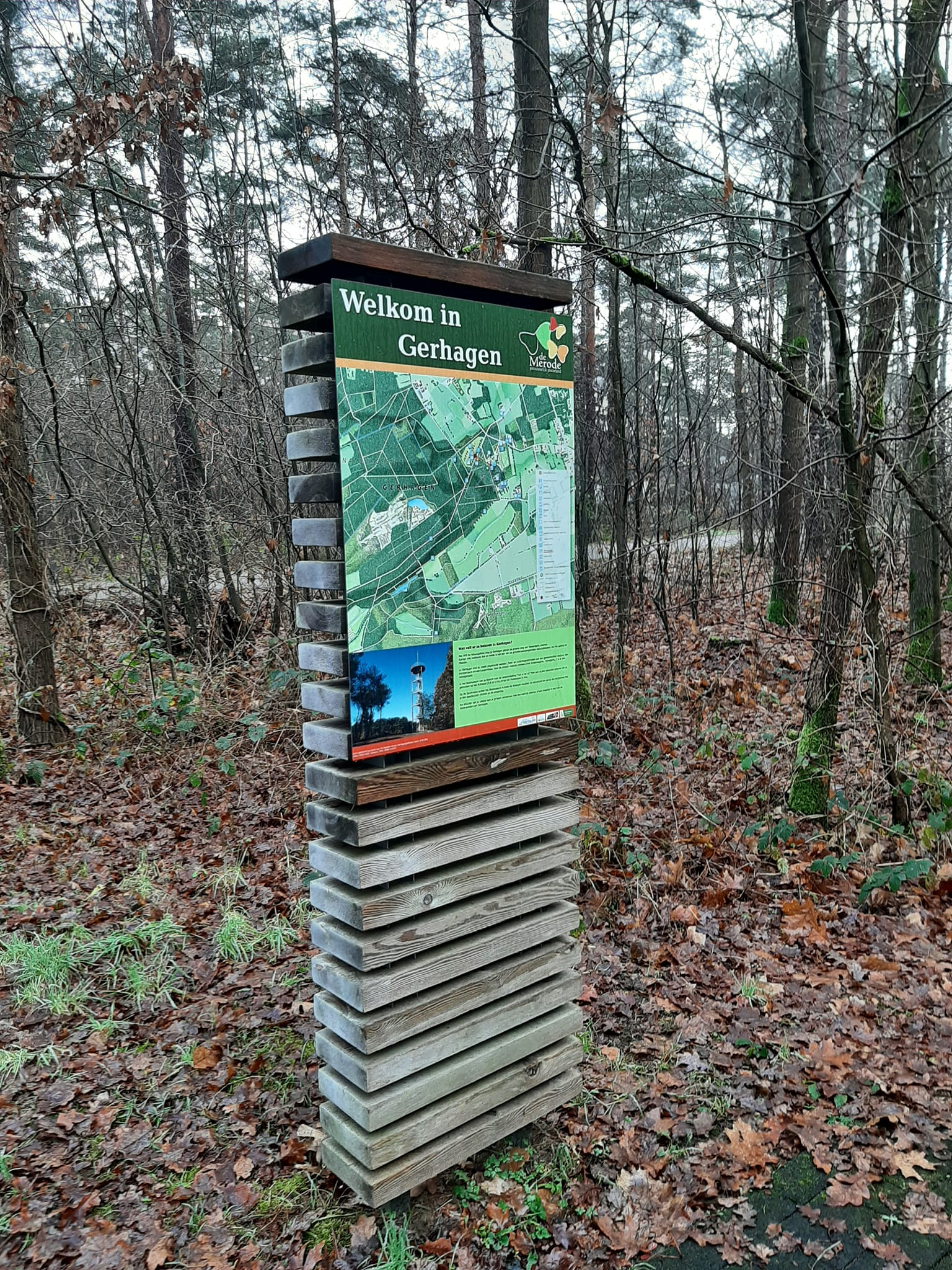

Gerhagen is een natuurgebied, gelegen tussen Schoot en Engsbergen in de Belgische gemeente Tessenderlo.
Het gebied heeft een oppervlakte van 945 ha. Het sluit in het westen aan op het natuurgebied Averbode bos & heide, gelegen in de gemeente Averbode. Ten oosten liggen de Schoterse Bossen. In het zuiden vindt men het natuurgebied Groot Asdonk op het grondgebied van Diest.
Gerhagen kent een aantal eigenaren, waaronder de gemeente Tessenderlo, de Provincie Limburg, de Vlaamse Gemeenschap (namens deze: het Agentschap voor Natuur en Bos) en een aantal particulieren. Meer dan de helft van het gebied is bebost met naaldhout, voornamelijk grove den, en het oudste nog bestaande bos dateert van 1915.
Het gebied bestaat uit een aantal deelgebieden, waaronder:
- Vlaams natuurreservaat De Pinnekensweier, 32 ha, bestaande uit twee vennen. Hieromheen bevindt zich een gemengd bos.
- Vlaams natuurreservaat De Houterenberg, 210 ha, bestaande uit bossen en heide met stuifzanden. De Houterenberg is een getuigenheuvel bestaande uit Diestiaan, en behorende tot een reeks van dergelijke heuvels waartoe ook de meer oostelijk gelegen Rodenberg behoort.
- Achterheide
- Heuvelken
- Schoterheide
- Gerhees

Het gebied is Europees beschermd als onderdeel van Natura 2000-gebied 'Demervallei' (BE2400014).
Enkele beken, met name de Gerhagenloop, doorsnijden het gebied. Langs deze loop vindt men ook akkertjes en weilanden.
Tot de plantengroei behoren: witte snavelbies, bruine snavelbies, kleine zonnedauw, ronde zonnedauw en moerasrolklaver. Broedende vogels zijn nachtzwaluw en boomleeuwerik, terwijl de klapekster er overwintert.

## Recreatie
Het domein maakt deel uit van het Merodegebied. Het is grotendeels opengesteld voor het publiek, dat er kan wandelen, fietsen en paardrijden. Er is daartoe een viertal wandelingen uitgezet. Er is een bijna 19 meter hoge uitzichttoren, de VVV-toren. Ook is er een visvijver.
Het bosmuseum, aan Zavelberg 10, is een bezoekerscentrum dat informatie over de natuur in het algemeen, en Gerhagen in het bijzonder, biedt.